# Denní práce
Denní práce (denice, dailies, (daily) rushes) ve výrobě klasického filmu představuje objem filmového materiálu (tzv. kamerového negativu nebo pozitivu), natočeného za jeden interval, ve kterém tento materiál „chodí“ (je odvážen) do filmových laboratoří. Tento interval je v drtivé většině jeden den (odtud název).

## Průběh
Denní práce fyzicky představují jednu nebo více rolí kamerového negativu (méně často pozitivu), pečlivě zavřených ve světlu nepropustných krabicích - těm se říká (vyvolané) kamerové role. Z místa natáčení jsou odvezeny do filmové laboratoře, kde jsou vyvolány ve vyvolávacích strojích. Při zakládání do jednoho z těchto strojů (pokud přišlo více kamerových rolí) se tyto slepí za sebe do tzv. laboratorních rolí. Ty jsou (po uschnutí, ustálení) odeslány na přepis do pracoviště s Telecine, ze kterého vystoupí přepis typicky na videokazetě některého ze současných videoformátů. Většinou tyto kazety putují zpět na místo natáčecí, kde si je štáb, (zejména ale režisér a kameraman) prohlédnou, aby zjistili, jsou-li záběry technicky i formálně správně nebo zdali je třeba záběry přetočit.

## Historie
Dříve se tyto denní práce běžně promítaly pomocí promítacích strojů ve speciálních projekčních místnostech.